# 非手続き型言語
非手続き型言語（ひてつづきがたげんご、non-procedual language）という語は、コンピュータ・プログラミング言語の分類のひとつで、手続き型プログラミング言語でないコンピュータ・プログラミング言語の総称である。「〜〜でない」という分類であるから、本来はこの分類の代表的な言語といったようなものはないが、手続き型であることに起因する問題点の議論などにおいて関数型言語などを指して使われる。なお、ドメイン固有言語には手続き的ではなく宣言的であるものも多いが、そもそもプログラミング言語ではない。

## 参考書籍
- 西垣通他『情報学事典』弘文堂、2002年

## 注
1. ↑  単に「言語」で、コンピュータ・プログラミング言語のことを指すという、ウィキペディアを「ウィキ」と略すのと同じ構造の悪習も関連している。
2. ↑  internal DSL は、なんらかのプログラミング言語に「埋め込まれるようにして」実装されているが、それ自体はプログラミング言語ではない。